# Ludvig II av Bayern
Denna sida handlar om den bayerske kungen Ludvig II, för hertig Ludvig II av Bayern, se Ludvig den starke.

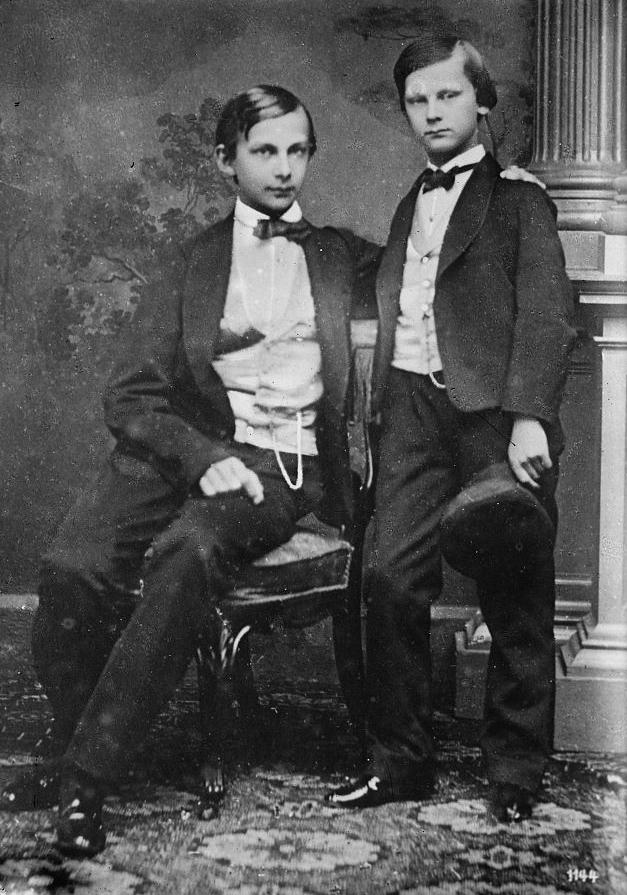
Ludvig II och hans bror Otto ca 1860.

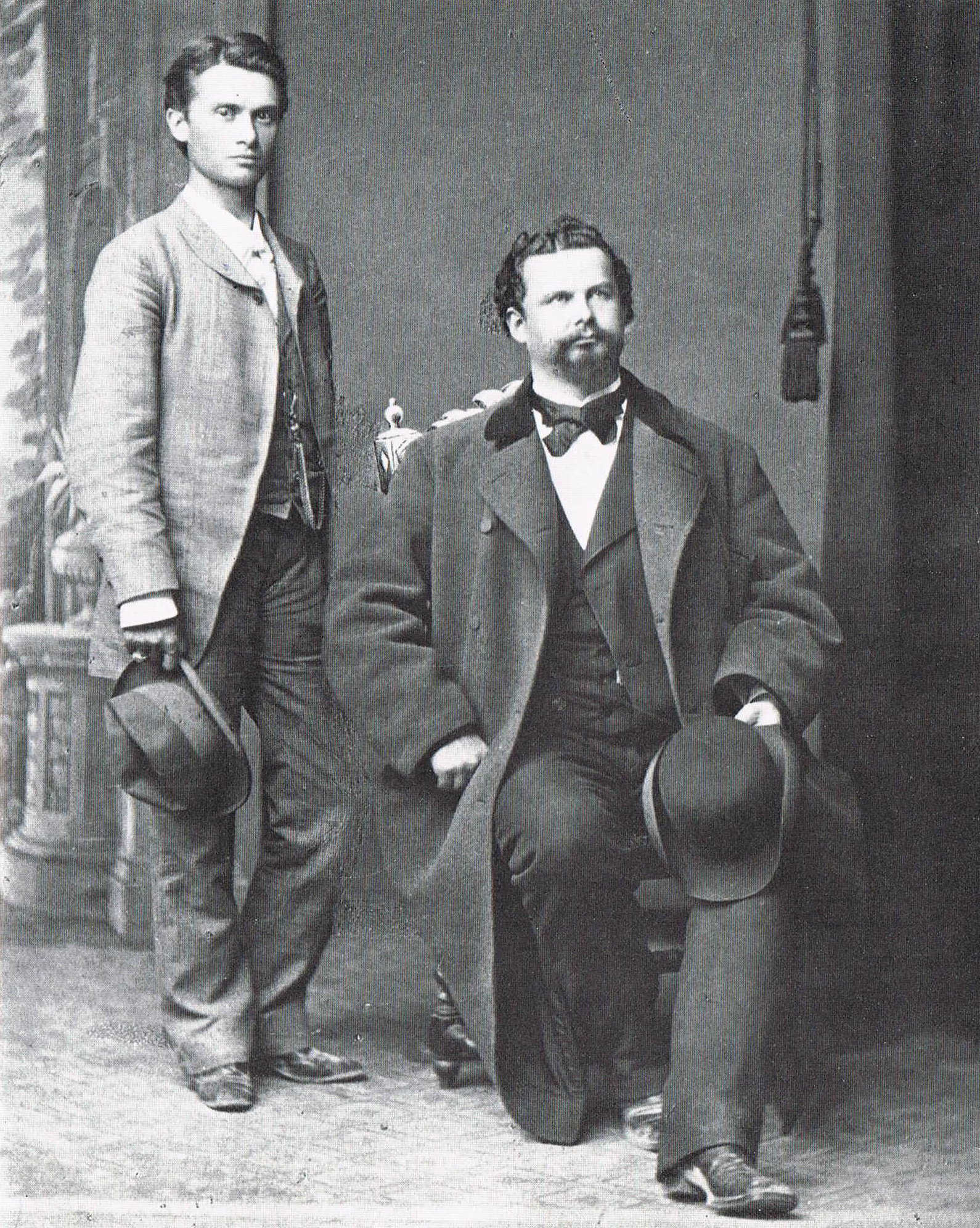
Ludvig II av Bayern och Josef Kainz 1881.

Ludvig II (Ludwig II.), född 25 augusti 1845 på Schloss Nymphenburg i München, död 13 juni 1886 (drunkning) i Starnbergsjön, var kung av Bayern 1864–1886. Han tillhörde Wittelsbachdynastin och var son till Maximilian II av Bayern och Maria av Preussen.

## Biografi

### Uppväxt
Den 25 augusti 1845 föddes det första barnet till kronprins Maximilian av Bayern och hans gemål Maria av Preussen, en son som fick namn efter sin farfar kung Ludvig I, då den unge prinsen hade samma födelsedag som kungen. Kronprinsparet fick ytterligare en son, Otto, tre år senare, och kort därefter, när Ludvig I tvingades abdikera, blev Maximilian kung av Bayern och prins Ludvig följaktligen kronprins.
Kronprinsen och hans bror uppfostrades i en sträng anda, där kontakten med föräldrarna bestod av ett par gemensamma måltider och faderns aga. Idealet var att de genom den stränga uppfostran skulle känna ett större ansvarstagande, fast effekten blev snarare den motsatta, när man har facit i handen. Genom ett besök av sin släkting hertig Maximilian kom kronprins Ludvig i kontakt med Wagners verk, och han lyckades tjata till sig hos fadern att den kungliga operan i München skulle sätta upp Lohengrin, vilken Ludvig såg för första gången på sin 16-årsdag. Från denna stund blev han en övertygad anhängare till Wagner.

### Kung
När fadern plötsligt dog i mars 1864 blev den 18-årige kronprinsen kung. En av hans första åtgärder var att se till att Wagner kom till München. Mycket har skrivits om kung Ludvig som en "Märchenkönig" (sagokung), men det mesta tyder på att den unge kungen inte alls var någon verklighetsfrämmande person utan en fullt rationell politiker som i mångt och mycket följde i faderns politiska fotspår.
I samband med det österrikisk-preussiska kriget 1866 ställde sig Bayern på Österrikes sida, och således på den förlorande sidan. Bayern klarade sig bra i freden efter kriget, men tvingades in i en allians med Preussen. Ludvig II övervägde att abdikera, han ville inte ”bli en skuggkung utan makt”.
I samband med det fransk-tyska kriget 1870–1871 kom Bayern att fullfölja alliansen med Preussen. Det var Ludvig II som erbjöd den preussiske kungen Wilhelm I den tyska kejsarkronan. Ludvig II valde dock att ej närvara vid kejsarproklamationen i Versailles den 18 januari 1871, utan han representerades av sin yngre bror Otto. Efter det tyska kejsarrikets utropande kom kung Ludvig att dra sig undan och främst ägna tiden åt slottsbyggnation.
Kungen svärmade för det förgångna och för dynastins historia sedan riddartiden. Han växte upp i slottet Hohenschwangau vid Füssen som är ett uttryck för denna romantiska längtan. Sagan berättar om Svanborgen och om svanriddaren Lohengrin, som härifrån skulle ha dragit till Rhen för att rädda Elsa av Brabant. I denna alpvärld tog Ludvig II upp romantikens idé om ett enat Tyskland. I mötet med Richard Wagner hade Ludvig gripits av en glödande känsla för dessa gamla sagor. Ludvig uppfattade Wagners verk som en manande appell till det splittrade tyska folket att äntligen ena sig. Därför kom också Ludvig och Bayern att till slut stödja Bismarcks politik för att ena Tyskland under Preussen. Detta stöd skedde trots den sydtyska misstänksamheten mot preusseriet och militarismen.
Det sägs att byggandet av slotten Linderhof, Neuschwanstein och Herrenchiemsee höll på att göra Bayern bankrutt men detta är enbart en myt, egentligen använde kungen sina egna pengar till att finansiera slotten, vilket dock innebar att Ludvig personligen drog på sig stora skulder.
Under de sista åren av sitt liv led han av vad som troligen var social fobi och höll sig borta från offentligheten, han gjorde till vana att vara uppe på nätterna, vilket gav honom smeknamnet Månkungen.

### Förhållande och sexualitet
Ludvig gifte sig aldrig och hade inte några kända älskarinnor. Det är känt från hans dagbok och privata brev att han hade homosexuella böjelser. Han var nära vän med män såsom stallmästaren Richard Hornig, ungerske teaterskådespelaren Josef Kainz och hovmannen Alfons Weber. Man vet även att han hade förbindelser med ett flertal andra män under sin livstid.

### Epilog
Den 11 juni 1886 hade den bayerska politiska ledningen fått nog av alla excesser som uppehöll Ludvig och kungen skulle avsättas. Han greps i sin säng på slottet Neuschwanstein och fördes av psykiatern Bernhard von Gudden till slottet Berg vid Starnbergsjön. Två dagar senare hittades de båda drunknade i sjön. Omständigheterna kring dödsfallen är fortfarande inte klarlagda.
Ludvig II efterträddes av sin bror Otto I av Bayern som var förklarad sinnessjuk redan 1872. Regentskapet togs därför om hand av farbrodern Luitpold av Bayern.

## Utmärkelser
- Riddare av Gyllene skinnets orden
- Bayerska Sankt Mikaels förtjänstorden
- Bayerska militärförtjänstorden
- Hessiska Ludvigsorden
- Annunziataorden
- Bayerska kronorden
- Sankt Hubertusorden
- Max-Josefsorden
- Svarta örns orden
- Andreasorden
- Kungliga Serafimerorden

[Redigera Wikidata]

## Ludvig II i populärkultur
- 1972 - Ludwig, spelfilm av Luchino Visconti.
- 1972 - Ludvig – rekviem för en jungfrukonung, spelfilm av Hans-Jürgen Syberberg.
- 1995 - Datorspelet The Beast Within: A Gabriel Knight Mystery släpps. Spelets handling är ett fiktivt mysterium kring Ludvig och varulvar.[4]
- 2014 - Brädspelet Castles of Mad King Ludwig släpps, designat av Ted Alspach.
- 2017 - The Palace of Mad King Ludwig. Ännu ett brädspel, designat av Alspach, släpps.